# Сантоканале, Каролина
Святая Кароли́на Конче́тта А́нджела Сантокана́ле (итал. Carolina Concetta Angela Santocanale, 2 октября 1852, Палермо — 27 января 1923, Чинизи, Сицилия), в монашестве Мари́я Иису́са (итал. Maria di Gesù) — итальянская католическая монахиня-терциарка. Основала конгрегацию «Сёстры-капуцинки Девы Лурдской» (лат. Congregatio Sororum Capuccinarum ab Immaculata Lapurdensi, итал. Suore Cappuccine dell’Immacolata di Lourdes), которая помогала больным и бедным.
Канонизирована папой Франциском в 2022 году.

## Биография
Родилась 2 октября 1852 года в Палермо в дворянской семье Селса Раеле. Отец — Джузеппе, юрист; мать — донна Катерина Андриоло Станьо. Посещала начальную школу, которой руководили две монахини, где училась музыки и французскому языку. В 1861 году родители перевели дочь на домашнее обучение и наняли репетиторов; Сантоканале так и не получила должного образования.
В девятнадцатилетнем возрасте познакомилась со священником Мауро Венути, который вскоре стал её духовным наставником. Ей делали предложения выйти замуж, но она чувствовала призыв к религиозной жизни. В 1873 году стала президентом конгрегации «Дочери Марии Помощницы Христиан» в приходе Сан-Антонио в Палермо.
Сантоканале разрывалась между созерцательной религиозной жизнью и активной помощи бедным и больным. Надеясь найти золотую середину, она в июне 1887 года вступила в Третий орден францисканцев. Она получила францисканский хабит и приняла имя Мария Иисуса. Посвятила свою жизнь и работу помощи бедным и больным Палермо. В декабре 1909 года основала конгрегацию «Сёстры-капуцинки Девы Лурдской», которая в январе 1923 года была утверждена на епархиальном уровне Алессандро Луальди, архиепископом Палермо.
Умерла через неделю после утверждения её ордена, 27 января 1923 года. Папа Пий XII официально одобрил её орден в 1947 году. По состоянию на 2011 год орден насчитывал 152 монахини в 20 обителях.

## Почитание
Папа Иоанн Павел II назвал Сантоканале слугой Божьей 2 апреля 1982 года и досточтимой 1 июля 2000 года. Беатифицирована кардиналом Анджело Амато от имени папы Франциска 12 июня 2016 года в Монреале, Палермо. Канонизирована папой Франциском на мессе на площади Святого Петра 15 мая 2022 года.
День памяти — 27 января.